# Lista statków typu Liberty według numeru kadłuba (301–450)
Ta strona przedstawia listę statków typu Liberty posortowaną według numeru kadłuba nadanego przez Komisję Morską (ang. Maritime Commission).
| Numer MC | Nazwa jednostki               | Patron                   | Typ jednostki | Położenie stępki     | Wodowanie            | Los |
| -------- | ----------------------------- | ------------------------ | ------------- | -------------------- | -------------------- | --- |
| 301      | SS "Thomas McKean"            | Thomas McKean            | standardowy   | 5 listopada 1941     | 30 kwietnia 1942     | storpedowany i zatopiony na Karaibach w 1942 |
| 302      | SS "William Paca"             | William Paca             | standardowy   | 13 grudnia 1941      | 30 maja 1942         | uszkodzony w kolizji w pobliżu Terneuzen w 1944, naprawiony, złomowany w 1969                                                                                     |
| 303      | SS "Benjamin Rush"            | Benjamin Rush            | standardowy   | 13 grudnia 1941      | 25 czerwca 1942      | złomowany w 1954 |
| 304      | SS "Joseph Stanton"           | Joseph Stanton           | standardowy   | 2 maja 1942          | 4 lipca 1942         | złomowany w 1964 |
| 305      | SS "John Walker"              | John Walker              | standardowy   | 1 czerwca 1942       | 22 lipca 1942        | złomowany w 1961 |
| 306      | SS "Pierce Butler"            | Pierce Butler            | standardowy   | 27 czerwca 1942      | 18 sierpnia 1942     | storpedowany i zatopiony na Oceanie Indyjskim 1942 |
| 307      | SS "Tristram Dalton"          | Tristram Dalton          | standardowy   | 6 lipca 1942         | 27 sierpnia 1942     | sprzedany w prywatne ręce w 1947, złomowany w 1968 |
| 308      | SS "Jonathan Elmer"           | Jonathan Elmer           | standardowy   | 11 lipca 1942        | 31 sierpnia 1942     | złomowany w 1960 |
| 309      | SS "William Few"              | William Few              | standardowy   | 14 lipca 1942        | 28 sierpnia 1942     | sprzedany w prywatne ręce w 1947, złomowany w 1969 |
| 310      | SS "William Grayson"          | William Grayson          | standardowy   | 16 lipca 1942        | 31 sierpnia 1942     | sprzedany w prywatne ręce w 1947, złomowany w 1968 |
| 311      | SS "John Mitchell"            | John Mitchell            | standardowy   | 23 lipca 1942        | 7 września 1942      | złomowany w 1967 |
| 312      | SS "John W. Brown"            | John W. Brown            | standardowy   | 28 lipca 1942        | 7 września 1942      | zachowany jako statek-muzeum w Baltimore MD |
| 313      | SS "Charles Brantley Aycock"  | Charles Brantley Aycock  | standardowy   | 9 maja 1942          | 7 września 1942      | złomowany w 1962 |
| 314      | SS "William Blount"           | William Blount           | standardowy   | 14 maja 1942         | 30 sierpnia 1942     | złomowany w 1970 |
| 315      | SS "Wade Hampton"             | Wade Hampton             | standardowy   | 8 września 1942      | 6 listopada 1942     | storpedowany i zatopiony w pobliżu Grenlandii w 1943 |
| 316      | SS "Richmond Mumford Pearson" | Richmond Mumford Pearson | standardowy   | 31 sierpnia 1942     | 27 października 1942 | złomowany w 1963 |
| 317      | SS "David G. Farragut"        | David G. Farragut        | standardowy   | 7 listopada 1942     | 23 grudnia 1942      | złomowany w 1971 |
| 318      | SS "majao Brothers"           | Charles i William majao  | standardowy   | 28 października 1942 | 14 grudnia 1942      | złomowany w 1965 |
| 319      | SS "William Harper"           | William Harper           | standardowy   | 29 grudnia 1942      | 10 lutego 1943       | złomowany w 1973 |
| 320      | SS "Pierre Soule"             | Pierre Soule             | standardowy   | 15 grudnia 1942      | 30 stycznia 1943     | storpedowany w pobliżu Palermo w 1943, naprawiony, złomowany w 1969                                                                                               |
| 321      | SS "Irvin MacDowell"          | Irvin McDowell           | standardowy   | 24 stycznia 1942     | 22 maja 1942         | złomowany w 1970 |
| 322      | SS "George B. McClellan"      | George B. McClellan      | standardowy   | 16 lutego 1942       | 6 czerwca 1942       | złomowany w 1973 |
| 323      | SS "Joseph Hooker"            | Joseph Hooker            | standardowy   | 2 marca 1942         | 20 czerwca 1942      | złomowany w 1967 |
| 324      | SS "Ambrose E. Burnside"      | Ambrose E. Burnside      | standardowy   | 15 lipca 1942        | 4 września 1942      | złomowany w 1965 |
| 325      | SS "Peter J. McGuire"         | Peter J. McGuire         | standardowy   | 22 lipca 1942        | 7 września 1942      | złomowany w 1968 |
| 326      | SS "Philip H. Sheridan"       | Philip H. Sheridan       | standardowy   | 24 lipca 1942        | 9 września 1942      | złomowany w 1969 |
| 327      | SS "David Bushnell"           | David Bushnell           | standardowy   | 31 lipca 1942        | 15 września 1942     | sprzedany w prywatne ręce w 1951, złomowany w 1971 |
| 328      | SS "John Fitch"               | John Fitch               | standardowy   | 4 sierpnia 1942      | 28 sierpnia 1942     | złomowany w 1967 |
| 329      | SS "James Rumsey"             | James Rumsey             | standardowy   | 8 sierpnia 1942      | 19 września 1942     | zniszczony i złomowany w 1946 |
| 330      | SS "John Stevens"             | John Stevens             | standardowy   | 13 sierpnia 1942     | 22 września 1942     | złomowany w 1962 |
| 331      | SS "Samuel F. B. Morse"       | Samuel F. B. Morse       | standardowy   | 18 sierpnia 1942     | 28 września 1942     | uszkodzony w kolizji w 1943, naprawiony, uszkodzony w kolejnej kolizji w 1943, naprawiony, przekazany US Army jako "Jarrett M. Huddleston" (AH), złomowany w 1971 |
| 332      | SS "Cyrus H. McCormick"       | Cyrus H. McCormick       | standardowy   | 22 sierpnia 1942     | 2 października 1942  | storpedowany i zatopiony w pobliżu Brestu w 1945 |
| 333      | SS "James G. Blaine"          | James G. Blaine          | standardowy   | 7 marca 1942         | 7 września 1942      | złomowany w 1969 |
| 334      | SS "Herman Melville"          | Herman Melville          | standardowy   | 7 marca 1942         | 6 października 1942  | złomowany w 1960 |
| 335      | SS "Julia Ward Howe"          | Julia Ward Howe          | standardowy   | 8 września 1942      | 26 listopada 1942    | storpedowany i zatopiony w pobliżu Azorów w 1943 |
| 336      | SS "Anne Bradstreet"          | Anne Bradstreet          | standardowy   | 6 października 1942  | 27 grudnia 1942      | sprzedany w prywatne ręce w 1947, złomowany w 19 |
| 337      | SS "John Trumbull"            | John Trumbull            | standardowy   | 26 listopada 1942    | 25 lutego 1943       | sprzedany w prywatne ręce w 1947, złomowany w 1970 |
| 338      | SS "Richard Hovey"            | Richard Hovey            | standardowy   | 27 grudnia 1942      | 14 marca 1943        | storpedowany i zatopiony na Oceanie Indyjskim w 1944 |
| 339      | SS "Emily Dickinson"          | Emily Dickinson          | standardowy   | 26 lutego 1943       | 26 kwietnia 1943     | złomowany w 1969 |
| 340      | SS "Eugene Field"             | Eugene Field             | standardowy   | 15 marca 1943        | 13 maja 1943         | złomowany w 1960 |
| 341      | SS "James Oglethorpe"         | James Oglethorpe         | standardowy   | 22 maja 1942         | 20 listopada 1942    | |
| 342      | SS "George Handley"           | George Handley           | standardowy   | 22 maja 1942         | 7 grudnia 1942       | złomowany w 1964 |
| 343      | SS "James Jackson"            | James Jackson            | standardowy   | 4 czerwca 1942       | 27 grudnia 1942      | złomowany w 1973 |
| 344      | SS "George Walton"            | George Walton            | standardowy   | 18 czerwca 1942      | 21 stycznia 1943     | spłonął i zatonął w 1951 |
| 345      | SS "Lyman Hall"               | Lyman Hall               | standardowy   | 23 czerwca 1942      | 6 lutego 1943        | złomowany w 1963 |
| 346      | SS "John Milledge"            | John Milledge            | standardowy   | 27 czerwca 1942      | 21 lutego 1943       | złomowany w 1965 |
| 347      | SS "Robert Toombs"            | Robert Toombs            | standardowy   | 24 listopada 1942    | 19 marca 1943        | złomowany w 1959 |
| 348      | SS "Robert M. T. Hunter"      | Robert M. T. Hunter      | standardowy   | 11 grudnia 1942      | 28 marca 1943        | złomowany w 1971 |
| 349      | SS "Crawford W. Long"         | Crawford W. Long         | standardowy   | 31 grudnia 1942      | 10 kwietnia 1943     | złomowany w 1969 |
| 350      | SS "John C. Breckinridge"     | John C. Breckinridge     | standardowy   | 27 stycznia 1943     | 22 kwietnia 1943     | złomowany w 1960 |
| 351      | SS "Button Gwinnett"          | Button Gwinnett          | standardowy   | 10 lutego 1943       | 2 maja 1943          | złomowany w 1968 |
| 352      | SS "Felix Grundy"             | Felix Grundy             | standardowy   | 22 lutego 1943       | 12 maja 1943         | złomowany w 1965 |
| 353      | SS "George Vancouver"         | George Vancouver         | standardowy   | 15 kwietnia 1942     | 4 lipca 1942         | rafa w pobliżu Freeport Texas w 1976 |
| 354      | SS "Elias Howe"               | Elias Howe               | standardowy   | 22 kwietnia 1942     | 19 lipca 1942        | storpedowany i zatopiony w Zatoce Adeńskiej w 1943 |
| 355–417  |                               |                          |               |                      |                      | nieprzydzielone |
| 418      | SS "James B. Francis"         | James B. Francis         | standardowy   | 27 sierpnia 1942     | 7 października 1942  | złomowany w 1966 |
| 419      | SS "Richard Jordan Gatling"   | Richard Jordan Gatling   | standardowy   | 28 sierpnia 1942     | 14 października 1942 | złomowany w 1969 |
| 420      | SS "John James Audubon"       | John James Audubon       | standardowy   | 28 sierpnia 1942     | 8 października 1942  | przekazany USN jako "Crater" (AK-70), złomowany w 1975 |
| 421      | SS "John F. Appleby"          | John F. Appleby          | standardowy   | 1 września 1942      | 18 października 1942 | złomowany w 1970 |
| 422      | SS "Charles M. Hall"          | Charles M. Hall          | standardowy   | 5 września 1942      | 16 października 1942 | ciężko uszkodzony na Sekwanie w 1945, złomowany w 1970 |
| 423      | SS "George Westinghouse"      | George Westinghouse      | standardowy   | 8 września 1942      | 20 października 1942 | złomowany w 1961 |
| 424      | SS "John Bartram"             | John Bartram             | standardowy   | 10 września 1942     | 23 października 1942 | złomowany w 1972 |
| 425      | SS "G. H. Corliss"            | G. H. Corliss            | standardowy   | 16 września 1942     | 27 października 1942 | przekazany USN jako "Adhara" (AK-71), złomowany w 1972 |
| 426      | SS "Richard March Hoe"        | Richard March Hoe        | standardowy   | 20 września 1942     | 30 października 1942 | przekazany USN jako "Prince Georges" (AP-165), złomowany w 1969                                                                                                   |
| 427      | SS "Elihu Thomson"            | Elihu Thomson            | standardowy   | 23 września 1942     | 2 listopada 1942     | złomowany w 1969 |
| 428      | SS "George B. Selden"         | George B. Selden         | standardowy   | 29 września 1942     | 4 listopada 1942     | złomowany w 1960 |
| 429      | SS "Nathaniel Bowditch"       | Nathaniel Bowditch       | standardowy   | 3 października 1942  | 10 listopada 1942    | złomowany w 1960 |
| 430      | SS "Charles M. Conrad"        | Charles M. Conrad        | standardowy   | 7 października 1942  | 14 listopada 1942    | złomowany w 1963 |
| 431      | SS "John B. Floyd"            | John B. Floyd            | standardowy   | 9 października 1942  | 7 listopada 1942     | złomowany w 1965 |
| 432      | SS "Joseph Holt"              | Joseph Holt              | standardowy   | 15 października 1942 | 20 listopada 1942    | złomowany w 1961 |
| 433      | SS "John M. Schofield"        | John M. Schofield        | standardowy   | 17 października 1942 | 23 listopada 1942    | złomowany w 1962 |
| 434      | SS "John A. Rawlins"          | John A. Rawlins          | standardowy   | 19 października 1942 | 27 listopada 1942    | zniszczony przez tajfun w pobliżu Okinawy w 1945, złomowany |
| 435      | SS "George W. McCrary"        | George W. McCrary        | standardowy   | 20 października 1942 | 28 listopada 1942    | złomowany w 1967 |
| 436      | SS "Alexander Ramsey"         | Alexander Ramsey         | standardowy   | 24 października 1942 | 1 grudnia 1942       | rafa w pobliżu Wrightsville Beach NC w 1974 |
| 437      | SS "Robert T. Lincoln"        | Robert T. Lincoln        | standardowy   | 28 października 1942 | 7 grudnia 1942       | przekazany USN jako "Aludra" (AK-72), storpedowany i zatopiony w pobliżu Guadalcanal 1943                                                                         |
| 438      | SS "William C. Endicott"      | William C. Endicott      | standardowy   | 31 października 1942 | 9 grudnia 1942       | złomowany w 1965 |
| 439      | SS "Redfield Proctor"         | Redfield Proctor         | standardowy   | 3 listopada 1942     | 12 grudnia 1942      | przekazany USN jako "Celeno" (AK-76), zbombardowany w pobliżu Guadalcanal 1943, naprawiony, złomowany w 1961                                                      |
| 440      | SS "Robert E. Peary"          | Robert E. Peary          | standardowy   | 8 listopada 1942     | 12 listopada 1942    | złomowany w 1963 |
| 441      | SS "David Gaillard"           | David Gaillard           | standardowy   | 5 listopada 1942     | 14 grudnia 1942      | złomowany w 1971 |
| 442      | SS "Henry J. Raymond"         | Henry J. Raymond         | standardowy   | 11 listopada 1942    | 17 grudnia 1942      | złomowany w 1972 |
| 443      | SS "William G. McAdoo"        | William G. McAdoo        | standardowy   | 12 listopada 1942    | 20 grudnia 1942      | przekazany USN jako "Grumium" (AK 112), później AVS 3, złomowany w 1970                                                                                           |
| 444      | SS "Leslie M. Shaw"           | Leslie M. Shaw           | standardowy   | 15 listopada 1942    | 22 grudnia 1942      | złomowany w 1961 |
| 445      | SS "George B. Cortelyou"      | George B. Cortelyou      | standardowy   | 21 listopada 1942    | 26 grudnia 1942      | przekazany USN jako "Cetus" (AK-77), złomowany w 1972 |
| 446      | SS "Frederick Jackson Turner" | Frederick Jackson Turner | standardowy   | 24 listopada 1942    | 28 grudnia 1942      | złomowany w 1962 |
| 447      | SS "Joseph G. Cannon"         | Joseph G. Cannon         | standardowy   | 28 listopada 1942    | 31 grudnia 1942      | zbombardowany w pobliżu Sycylii w 1943, naprawiony, złomowany w 1972                                                                                              |
| 448      | SS "George Rogers Clark"      | George Rogers Clark      | standardowy   | 29 listopada 1942    | 2 stycznia 1943      | sprzedany w prywatne ręce w 1947, złomowany w 1963 |
| 449      | SS "Louis Joliet"             | Louis Joliet             | standardowy   | 2 grudnia 1942       | 6 stycznia 1943      | sprzedany w prywatne ręce w 1947, złomowany w 1968 |
| 450      | SS "Samuel de Champlain"      | Samuel de Champlain      | standardowy   | 8 grudnia 1942       | 10 stycznia 1943     | sprzedany w prywatne ręce w 1947, złomowany w 1968 |